# Cp (Unix)

cp este comanda UNIX folosită pentru copierea de fișiere sau directoare. Fișierul original rămâne neschimbat. Comanda cp are două variante principale: POSIX și GNU. Versiunea GNU adaugă o serie de opțiuni adiționale.

## Syntaxă
Pentru a copia un fișier în altul:
cp [-f] [-H] [-i] [-p][--] SourceFile TargetFile
Pentru a copia un fișier într-un director nou:
cp [-f] [-H] [-i] [-p] [-r | -R] [--] SourceFile ... TargetDirectory
Pentru a copia directoare (se folosesc opțiuile -r și -R):
cp [-f] [-H] [-i] [-p] [--] { -r | -R } SourceDirectory ... TargetDirectory
Printre opțiunile cele mai comune se numără:
-f (force) - înainte de copiere se efectuează o ștergere a fișierului destinație.
-P - linkurile simbolice sunt copiate. Implicit, cp copiază conținutul linkurilor simbolice.
-i (interactive) - utilizatorul este întrebat înainte de copierea fiecărui fișier
-p (preseve) - duplică toate caracteristicile fișierului, cum ar fi data când a fost creat, utilizator și grup, permisii de acces.
-R sau -r (recursive) - copiere recursivă, folosită pentru copiat directoare.

## Exemple
Copierea unui fișier:
cp prog.c prog.bak
Copierea unui fișier într-un alt director. Numele noului fișier este identic cu cel al fișierului original:
cp jones /home/nick/clients
Copierea și prezervarea caracteristicilor unui fișier:
cp -p smith smith.jr
Copierea tuturor fișierelor dintr-un director în altul:
cp /home/janet/clients/* /home/nick/customers
Copierea unui director:
cp -R /home/nick/clients /home/nick/customers
Copierea mai multor fișiere în alt director :
cp jones lewis smith /home/nick/clients
Copierea fișierelor folosind un patern:
cp programs/*.c .
Comanda copiază toate fișierele C din directorul programs în directorul curent.